# Montecarlo (Misiones)
Montecarlo é um município da Argentina, Província de Misiones departamentoMontecarlo. Fundada por imigrantes alemães vindos do Paraguai e Brasil. Possui uma população de 16.300 habitantes.